# Korado
(Puch) Manet Korado är ett slovakiskt mopedmärke som egentligen bara har en modell, med Puch maxi super-motor från den österrikiska mopedtillverkaren Puch. Den har svängd ram och har också bränsletanken i ramen med mera. Korado finns som klass I moped (45 km/h) och som klass II moped (30 km/h).